# Back in Black (singolo AC/DC)
Back in Black è un brano degli AC/DC, uscito nell'omonimo album (1980) e come singolo (1981).
Grande classico dell'hard rock e del rock anni 80, è stata riconosciuta al 4º posto nella lista stilata dall'emittente televisiva VH1 delle "40 migliori canzoni heavy metal della storia", e figura (alla 187ª posizione) nella lista delle 500 migliori canzoni secondo Rolling Stone.
Ha inoltre ricevuto una certificazione dalla RIAA per il superamento del milione di download della suoneria di Back in Black effettuati dalla rete.

## Descrizione
Scritta dal trio Malcolm Young/Angus Young/Brian Johnson come omaggio al collega Bon Scott, morto alcuni mesi prima, la canzone appare come sesta traccia dell'album Back in Black. La canzone viene in particolar modo apprezzata per la sua capacità, riconosciuta del resto alla musica degli AC/DC in generale, di esprimere una potenza ed un'energia enormi, cosa che gli ha permesso di divenire nell'immaginario collettivo uno dei più importanti simboli della musica.

## Successo commerciale
Back in Black raggiunse nel 1981 la posizione numero 37 nella classifica di "Billboard's Hot 100" e la numero 51 di "Billboard's Mainstream Rock Tracks".

## Cover
Il brano, per via della sua immensa popolarità, è stato soggetto di numerose cover da parte di altri gruppi. 
- 1984 Beastie Boys in "Rock Hard".
- 1987 Boogie Down Productions in "Dope Beat".
- 1997 Refused in "This Album Contains Old Songs and Old Pictures Vol. 2 - Also Known as the Demo Comp CD".
- 2001 Hayseed Dixie in "A Hillbilly Tribute to AC/DC".
- 2003 Jack Black e i Foo Fighters a MTV Unplugged.
- 2003 Living Colour in "Collideøscope".
- 2004 Shakira in "Live & Off the Record".
- 2004 Six Feet Under in "Graveyard Classics 2".
- 2008 Breaking Benjamin al Cruzan Amphitheatre di West Palm Beach
- 2009 Muse hanno eseguito il brano in vari concerti. Successivamente nel 2015/2016 hanno eseguito il riff finale come chiusura del brano Hysteria.
- 2010 Carlos Santana in Guitar Heaven: The Greatest Guitar Classics of All Time.
- 2012 Anastacia in It's a Man's World.